# 흥부 (영화)
흥부는 2018년에 개봉한 대한민국의 영화이다.

## 줄거리
양반이 평민의 고혈을 빨아어 백성들의 삶이 날로 피폐해져 가던 조선 헌종 14년에 천재작가 ‘흥부(정우 분)’는 어릴 적 홍경래의 난으로 헤어진 형 ‘놀부’를 찾기 위해 글로써 자신의 이름을 알리려 한다. 
수소문 끝에 형의 소식을 알고 있다는 백성들의 정신적 지주 ‘조혁(김주혁 분)’을 만나게 된 ‘흥부’는 부모 잃은 아이들을 돌보며 백성들의 존경 받는 ‘조혁’을 통해 새로운 깨달음을 얻는다.
한편, 동생 ‘조혁’과 달리 권세에 눈이 먼 형 ‘조항리(정진영 분)’의 야욕을 목격한 ‘흥부’는 전혀 다른 이 두 형제의 이야기를 글로 쓴다. 
그렇게 탄생한 ‘흥부전’은 순식간에 조선 전역에 퍼져나가고, 이를 지켜보던 ‘조항리’는 그를 이용해 조선을 삼킬 음모를 계획한다.

## 캐스팅
- 정우 : 연흥부 역
- 김주혁 : 조혁 역
- 정진영 : 조항리 역
- 정해인 : 헌종 역
- 김원해 : 김응집 역
- 정상훈 : 김삿갓 역
- 곽동연 : 쇠똥이 역
- 송욱경 : 조탁수 역
- 오태경 : 김두남 역
- 남일우 : 영의정 역
- 조덕제 : 조덕제 역
- 김학룡 : 조학룡 역
- 민복기 : 김복기 역
- 이현웅 : 김현웅 역
- 김태준 : 김태준 역
- 김완선 : 대비 역
- 박선 : 조항리부인 역
- 성규찬 : 이호 역
- 주영호 : 최광열 역
- 임윤호 : 정용필 역
- 김형종 : 곽도경 역
- 지웅배 : 귓속말 내관 역
- 문정수 : 훈장 역
- 우가은 : 중전 역
- 박종상 : 내관 역
- 송은지 : 상궁 역
- 박중금 : 전기수 역
- 이봉균 : 전기수 역
- 박윤호 : 방각본상인 역
- 이보영 : 후궁 역
- 이소라 : 후궁 역
- 조원석 : 책쾌 역
- 문성복 : 책쾌 역
- 유병선 : 보부상 역
- 차종호 : 보부상 역
- 김류하 : 조혁집 장정 역
- 김현민 : 조혁집 장정 역
- 이정춘 : 조항리 하인남 역
- 박지혜 : 조항리 하인여 역
- 박가영 : 조혁집 아낙 역
- 최정은 : 조혁집 아이 역
- 차성제 : 어린 흥부 역
- 이재윤 : 어린 놀부 역
- 류경미 : 하인 딸 역
- 한근섭 : 거지 역
- 권지민
- 김선권 : 거지 역
- 김정현 : 무장사내 역
- 백준서 : 무장사내 역
- 하철 : 안핵사 역
- 정은성 : 옥인동주모 역
- 용광 : 주모남편 역
- 김혜림 : 청중녀 역
- 이유진 : 청중녀 역
- 손현준 : 호랑이 역
- 한승현 : 수문장 역
- 하지훈 : 과거관군 역
- 김민석 : 과거관군 역
- 정연수 : 규수청중 역
- 임예은 : 규수청중 역
- 김아영 : 규수청중 역
- 한재하 : 도령청중 역
- 이연준 : 도령청중 역
- 안서진 : 도령청중 역
- 오누리 : 막걸리 아낙 역
- 김진복 : 김씨측근 역
- 황위재 : 김씨측근 역
- 오형근 : 조항리 부하 역
- 백우궁 : 조항리 부하 역
- 양희우 : 조항리 부하 역
- 김수혁 : 김응집 부하 역
- 도경 : 김응집 부하 역
- 이승원 : 관군들 역
- 손종민 : 관군들 역
- 이용출 : 관군들 역
- 홍진기 : 관군들 역
- 전현우 : 용호영 관군 역
- 이세찬 : 용호영 관군 역
- 차정훈 : 의금부 관군 역
- 곽길한 : 의금부 관군 역
- 최동옥 : 의금부 관군 역
- 최호영 : 의금부 관군 역
- 김경덕 : 스님 역
- 이대진 : 스님 역
- 황경하 : 스님 역
- 김왕도 : 길 알려주는 농민 역
- 이강원 : 방각본 각수 역
- 김상욱 : 근정전대신들 역
- 진구 : 놀부 역 (우정출연)
- 강하늘 : 박돌포 역 (특별출연)
- 천우희 : 선출 역 (특별출연)

## 참고 사항
배우 김주혁이 본 영화 촬영 후 불의의 사고로 사망하면서 유작이 되었다.

## 같이 보기
- 2018년 대한민국의 영화 목록